# Rozhraní
Rozhraní település Csehországban, a Svitavyi járásban. Rozhraní Stvolová, Brněnec, Chrastavec, Letovice és Študlov településekkel határos. Lakosainak száma 310 fő (2024. január 1.).

## Népesség
A település lakosságának változását az alábbi diagram mutatja:
| Lakosok száma | 632  | 722  | 701  | 603  | 430  | 356  | 320  | 328  | 319  | 310  |
|               | 1869 | 1890 | 1921 | 1950 | 1980 | 2001 | 2017 | 2019 | 2022 | 2024 |